# Douglas Anthony Kendrew
Sir Douglas Anthony Kendrew, britanski general, * 1910, † 1989.